# Angewandte Geophysik
Die Angewandte Geophysik ist jenes Teilgebiet der Geophysik, in dem alle praxisorientierten und wirtschaftlich bedeutungsvollen Verfahren zusammengefasst werden. Gemeinsam ist ihnen das Ziel, die Gesteinskörper und Schichtungen der Erdkruste zu erkunden. Ein wichtiges Teilgebiet ist die Erkundung von Lagerstätten, die Exploration genannt wird. Die Angewandte Geophysik bewegt sich dabei an der Schnittstelle zwischen Natur- und Ingenieurwissenschaften.

## Methodische Übersicht
Die Geophysik kennt (wie auch andere Geowissenschaften) eine Vielzahl an Methoden – insbesondere wegen der vielfältigen Gestalt des Erdkörpers, seiner Gesteine, unterirdischen Strukturen, seiner Fluide und austretenden Gase. Man gliedert die Methoden der Geophysik üblicherweise nach ihren 6–8 wichtigsten Mess- und Auswertungsmethoden:
1. Potentialverfahren – vor allem Schwere- und Magnetfeld der Erdkruste
2. Wellenverfahren – Erkundung des Untergrundes mit seismischen Wellen (natürliche und künstliche Erdbeben)
3. elektromagnetische Verfahren, insbesondere Geoelektrik und Bodenradar
4. radiometrische Verfahren
5. geochemisch-physikalische Verfahren und Gasvermessung
6. Geothermik
7. In-situ-Verfahren (Bohrloch-Geophysik und bodenmechanische Untersuchungen)

Die Methodengruppen 1 und 2 reichen zwar bis in große Tiefen, liefern aber in jeder einzelnen Gruppe prinzipiell mehrdeutige Ergebnisse (siehe auch Umkehrproblem der Potentialtheorie). Dasselbe trifft oft für die 3. Gruppe und manche In-situ-Verfahren zu.
Im Regelfall ergänzen sich aber Gravimetrie, Magnetik und Seismik untereinander und mit den Labormethoden. Auch werden üblicherweise zur Erzielung eindeutiger Interpretationen möglichst viele geologische Daten eingebracht – was in erster Linie in Aufschlüssen erfolgt und u. a. die Erfassung der dort angetroffenen Gesteinsarten, deren Dichte (etwa 2,0 bis 3 g/cm³) und der Lage ihrer Schichten im Raum (Streichen, Fallen) umfasst.

## Potentialverfahren
Sie nützen die Besonderheiten physikalischer Felder (in der Fachsprache der Potentialtheorie: wirbelfreie Vektorfelder) und ihre Wirkungen auf die Messpunkte an der Erdoberfläche. Damit lassen sich Dichteunterschiede bzw. Schichtungen in der Tiefe bestimmen:

### Gravimetrie
Genaue Messungen des Erdschwerefeldes (Schwerkraft und evtl. auch Schweregradienten) gestatten die Ortung von horizontalen und vertikalen Unterschieden der Gesteinsdichte im Untergrund. Die festgestellten Schwereanomalien lassen auf Lagerstätten, Hohlräume, Felsauflockerung (Felsmutung) etc. schließen. 

In der theoretischen Geophysik dienen Schweremessungen zusätzlich zur Bestimmung der Krustendicke, des großräumigen Schalenaufbaus der Erde und ihres Dichteausgleichs (Isostasie).
Die Messungen erfolgen mit sogenannten Gravimetern, die nach dem Prinzip einer äußerst feinen Federwaage arbeiten und auch in der Geodäsie (Erdmessung) verwendet werden. Es gibt Relativ- und Absolutgravimeter, früher verwendete man auch die Eötvös'sche Drehwaage, die horizontale Schweregradienten messen kann.

### Geomagnetik
Eine detaillierte Vermessung des Erdmagnetfeldes auf dem Boden ("terrestrisch") oder vom Flugzeug oder Hubschrauber ("Aeromagnetik") spiegelt die Existenz magnetischer und magnetisierbarer Gesteine im Untergrund wider. Bei der Modellierung des zugehörigen Potentials sind Querverbindungen zum Schwerepotential der Gravimetrie möglich.

### Geoelektrik (siehe unten)
Die geoelektrischen Verfahren arbeiten teilweise ebenfalls mit Potentialfeldern, werden aber zumeist in einer eigenen Gruppe zusammengefasst (siehe Kapitel 4).

## Wellenverfahren (Seismik)
erlauben die Erkundung von Erdkruste und evtl. Erdmantel mit natürlichen und künstlichen Erdbeben. Bei der Ausbreitung dieser Erschütterungen unterteilt man die mechanischen Wellen in
- longitudinale Wellen (Stoßwellen, auch P-Wellen genannt)
- transversale Wellen oder Scherwellen (S-Wellen)
- und spezielle Wellenarten (z. B. an einer Grenzfläche geführte Wellen, Flözwellen)

Die Reflexion bzw. Brechung der Wellen im Erdinnern lässt Rückschlüsse auf seine Schichtung zu, wobei die Eindringtiefe von der Stärke der Beben bzw. Sprengungen abhängt. Der Mess- und Rechenaufwand ist erheblich, kann allerdings (mit gewissen Unsicherheiten) dreidimensionale-Modelle liefern.

### Seismologie
Messung und Interpretation natürlicher Erdbeben. Diese Methoden dienen aber häufiger der allgemeinen als der angewandten Geophysik. Seit den 1920er-Jahren konnten damit die Tiefe von Erdmantel und Erdkern bestimmt werden, in den letzten Jahrzehnten auch feinere Untergliederungen, insbesondere im oberen Erdmantel.

### Geoseismik
Messung und Interpretation von künstlichen Erdbeben (Schlag- und Sprengseismik) und künstlich erzeugter Vibrationen. Die Bebenwellen werden an den Grenzen geologischer Formationen gebeugt oder reflektiert, wenn sich dort die Dichte oder die Elastizität des Gesteins ändert.
Im Detail unterscheidet man die Refraktionsseismik von der tiefer reichenden, aber komplizierteren Reflexionsseismik.
Die Geoseismik ist vor allem für die Exploration (Erkundung) von Erdöl und Erdgas wichtig, weil sich diese Kohlenwasserstoffe in typischen, aufgewölbten Strukturen ansammeln. Die Stoß- und Scherwellen werden von Geophonen aufgezeichnet, die in Profilen oder flächenhaft ausgelegt und mit langen Kabeln verbunden sind. Die künstlichen Beben werden auf verschiedene Weise ausgelöst:
- Sprengungen in tiefen, verdämmten Bohrlöchern
- Vibroseis – schwere Lastfahrzeuge mit vibrierenden Bodenplatten
- Schlaghammer; für relativ dünne Schichten wie etwa zur Tiefenmessung von Gletschern oder zur Felsmutung unter Sedimenten kann auch ein schwerer manueller Hammer mit elektrischen Kontakten genügen („Hammerschlag-Seismik“).

## Elektromagnetische Verfahren
Die geoelektrischen Verfahren arbeiten teilweise zwar mit Potentialfeldern (siehe Kapitel 2), werden aber meist in einer eigenen Gruppe zusammengefasst.

### Geoelektrik
Die Vermessung natürlicher und künstlicher elektrischer Felder lässt vor allem auf Änderungen des Widerstandes schließen. Damit kann man unterirdische Schichtungen und einige Gesteinsparameter bestimmen, sowie wasserhaltige Schichten (Grund- und Tiefenwässer) und Porenstrukturen erkunden.
Man kann die Methoden folgendermaßen gliedern:
- natürliche Ströme und künstliche Ströme (elektrische Erdströme)
- Magnetotellurik
- VLF
- Spektrale Induzierte Polarisation
- Kernspinresonanz (NMR, oberflächig SNMR), siehe auch Kapitel 5

### Georadar
Das Bodenradar oder "Ground Penetrating Radar" (GPR) dient vor allem zur Ortung von kleineren Unregelmäßigkeiten und metallhaltigen Strukturen im Untergrund, etwa bei der Untersuchung von Müllhalden oder bereits abgedeckten Deponien, aber auch in der Archäologie zum Auffinden von alten Grundmauern etc.

## Radiometrie und Radioaktivität
(Eine Kurzbeschreibung wäre noch einzufügen.)

## Geothermie
Messung der Erdwärme beziehungsweise des Wärmeflusses, Interpretation hinsichtlich der Wärmeleitfähigkeit und der Temperaturen im Untergrund.

## Geochemisch-physikalische Methoden
- Geochemische Verbreitungsmessungen
- Methoden mit Radon und anderen Gasen

## In-situ-Methoden
Ihre Messprinzipien sind teilweise mit den oben angeführten Methoden identisch. Unter den direkt an den Gesteinen vorgenommenen Messungen unterscheidet man vor allem:

### Labormessungen an Handstücken und Proben
Zur raschen und sicheren Beurteilung werden oft "Handstücke" von typischen Gesteinen im Gelände aufgelesen, aus dem Felsen gebrochen oder durch Kernbohrungen gewonnen. Ein erfahrener Geologe kann so bereits wichtige Aussagen treffen.
Im Labor untersucht man dann wichtige Gesteinsparameter genauer: spezifische Dichte, Poren- und Wassergehalt, Elastizitätsmodule, elektrischer Widerstand, Körnung der Bestandteile etc. Bei der Dichtebestimmung – die für Potentialmethoden und die Seismik (siehe obige Kapitel 2 und 3) entscheidend sein kann – muss man genau zwischen bergfeuchtem Zustand und Trockendichte unterscheiden.

### Bohrloch-Geophysik
Zusätzlich zu den Oberflächenmessungen zählen hierzu Mess-Sonden in Bohrlöchern, beispielsweise als Dichte-Log, für elektrischen Widerstand, für Wärmeleitfähigkeit und für Gammastrahlung (siehe auch Massenspektrometer). Ferner werden akustische Emissionssonden und Magnetometer eingesetzt.
Siehe auch Kontinentales Tiefbohrprogramm.

## Aero-Geophysik
Zu dieser Gruppe – die sich ebenfalls der o.a. Prinzipien bedient – zählen alle Messungen aus der Luft (Flugzeug, Helikopter), mit denen man die geophysikalischen Oberflächen- und Bohrlochmessungen ergänzt. Häufig angewandt werden vor allem Aerogravimetrie und Aeromagnetik, um großflächige Erstuntersuchungen durchzuführen damit später detaillierter zu untersuchende Bereiche auszuscheiden.
Zusätzlich zu den bekannten geophysikalischen Gesetzgebungen müssen speziell Höhen- und Rotationskorrekturen beachtet werden.

## Querverbindungen
Bei fast allen oben angeführten Methoden und Methodensgruppen ergeben sich Querverbindungen zu anderen geowissenschaftlichen Fächern. Beispiele dafür sind:
- Geodäsie – zur Gravimetrie, Potentialtheorie und Geodynamik
- Hydrologie – v. a. zur Geoelektrik
- Geotechnik – Seismik und Bodenmechanik
- Meteorologie – Radon- und andere Gase, Temperatureffekte usw.
- Aeronomie und Ionosphärenforschung – beispielsweise in der Magnetik.

Doch wirken die Ergebnisse der angewandten Geophysik auch auf die anderen Bereiche innerhalb der Geophysik zurück – vor allem
- auf die allgemeine Geophysik, was Struktur und Aufbau des Erdkörpers betrifft,
- auf die theoretische Geophysik, welche das Potential von physikalischen Feldern erforscht oder die Ausbreitungsgleichungen von seismischen Wellen, die Frage der Bezugssysteme oder die verwendeten Grundlagen und Koordinatensysteme, sowie die Querverbindung zur Astronomie herstellt,
- die experimentelle Geophysik, die im Labor jene Gesteinsparameter bestimmt, die der Geophysiker "im Feld" zur Deutung seiner Messungen benötigt. Beispiele sind die Schallgeschwindigkeit verschiedener Materialien, die E-Module, die spezifische Dichte, die Porosität und Porenradienverteilung, Permeabilität, Wärmeleitfähigkeit und magnetische Suszeptibilität.

Alle diese Zusammenhänge erleichtern der angewandten Geophysik die erfolgreiche Suche nach unterirdischen Strukturen und Standortanalysen, sowie nach Lagerstätten, Vorkommen von Wasser oder Erzen. Die vielen Abhängigkeiten komplizieren allerdings auch die Theorie und die Software.

## Ziviltechniker und Organisationen
Speziell die Sedimentbecken – auf denen der Großteil der Menschheit lebt – sind der Geophysik gut zugänglich; für deren angewandte Forschung gibt es in der BRD seit 2002 ein Schwerpunktprogramm. Auch zur Ermittlung von potentiell geeigneten Endlagerstätten für Abfälle, für Atommüll und für Deponien werden Methoden der Geophysik – nebst anderen Fachgebieten – angewandt. In der Praxis arbeiten hier vielfach Ziviltechniker im selbständigen Beruf und in Kooperation mit Ingenieurgeologen. Nur bei größeren, überwiegend der Forschung dienenden Projekten geben Institute von Hochschulen, von Akademien oder Fachabteilungen von (Landes)-Regierungen den Ton an.
Der weite Bereich des Umweltschutzes hat viele, vor allem jüngere Geophysiker dazu gebracht, sich auf diesen neueren Feldern zu spezialisieren. Auch gehen bei fast allen größeren Bauvorhaben genaue Untersuchungen des Baugrundes voraus (Standfestigkeit, Wasserverhältnisse usw.) und neuerdings in der Landwirtschaft Methoden der "Agrogeophysik".
Die verschiedenen Gebiete haben ihre jeweils eigenen Organisationsformen auf fachlichen und regionalen Ebenen – etwa die technischen Aufgabenbereiche und die RohstoffErkundung (siehe auch geophysikalische Prospektion) 

Die länderübergreifenden Untersuchungs- und Forschungsthemen sind eher im Rahmen der IUGG (Internationale Union für Geodäsie und Geophysik) und ihren sieben Verbandsmitgliedern angesiedelt, die alle vier Jahre ihre Generalversammlung abhält und dabei über 5000 Fachleute zu großen Kongressen vereint. Dazwischen finden jährlich einige hundert Tagungen für spezielle Bereiche statt, beispielsweise im Rahmen der europäischen EGU und der amerikanischen AGU.